# Državno prvenstvo 1925
Il Prvenstvo Kraljevine Srba, Hrvata i Slovenaca u nogometu 1925 (campionato di calcio del Regno dei Serbi, Croati e Sloveni 1925), conosciuto anche come Državno prvenstvo 1925 (campionato nazionale 1925) fu la terza edizione della massima serie del campionato jugoslavo di calcio disputata tra il 14 giugno e il 5 luglio 1925 e conclusa con la vittoria del Jugoslavija, al suo secondo titolo.

## Qualificazioni
| Città    | Sottofederazione               | Vincitrice ed ammessa al campionato nazionale |
| -------- | ------------------------------ | --------------------------------------------- |
| Lubiana  | Ljubljanski nogometni podsavez | Ilirija                                       |
| Zagabria | Zagrebački nogometni podsavez  | Građanski Zagabria                            |
| Osijek   | Osječki nogometni podsavez     | Slavija Osijek                                |
| Subotica | Subotički nogometni podsavez   | Bačka Subotica                                |
| Belgrado | Beogradski loptački podsavez   | Jugoslavija                                   |
| Sarajevo | Sarajevski nogometni podsavez  | SAŠK                                          |
| Spalato  | Splitski nogometni podsavez    | Hajduk Spalato                                |

## Campionato nazionale
```
Le 7 squadre disputarono un torneo a 
eliminazione diretta
 con gare singole. Lo Slavija fu esentato dal disputare il primo turno.
```

### Quarti di finale
```
I tempi supplementari della partita Jugoslavija-Hajduk sono stati disputati due giorni dopo, il 16 giugno 1925
[
2
]
.
```

| Arbitro: | Adolf Pick (Zagabria) |

|  |           |                             |
|  | Marcatori | 17’ Rudić 55’, 58’ Marcikić |

| Arbitro: | Jovan Ružić (Belgrado) |

|                                                                                  |           |  |
| Panisek 3’ V. Götz 5’ Vragović 26’ Pavleković 39’ Mantler 43’ Bevanda 51’ (aut.) | Marcatori |  |

| Arbitro: | Andrija Mažić (Subotica) |

|                                                   |           |                        |
| D. Jovanović 10’ Petković 22’ Sekulić 110’ (rig.) | Marcatori | 27’ Benčić 53’ Bonačić |

### Semifinali
| Arbitro: | Jovan Ružić (Belgrado) |

|  |           |                          |
|  | Marcatori | 79’ Hitrec 84’ Vidnjević |

| Arbitro: | Anton Felver (Sarajevo) |

|                                             |           |                       |
| Luburić 10’ Sekulić 14’ (rig.) Petković 67’ | Marcatori | 17’ Andučić 78’ Rabel |

### Finale
| Arbitro: | Andrija Mažić (Subotica) |

|                         |           |                                         |
| V. Götz 17’ Dasović 78’ | Marcatori | 6’ Sekulić 52’D. Jovanović 92’ Petković |

## Statistiche

### Classifica marcatori
| Gol |  |  | Giocatore         | Squadra            |
| --- |  |  | ----------------- | ------------------ |
| 3   |  |  | Dušan Petković    | Jugoslavija        |
| 3   |  |  | Branislav Sekulić | Jugoslavija        |
| 2   |  |  | Dragan Jovanović  | Jugoslavija        |
| 2   |  |  | Viktor Götz       | Građanski Zagabria |
| 2   |  |  | Remija Marcikić   | Bačka Subotica     |

Fonte: Gola istina: kraljevi strelaca

### Classifica
Classifica non ufficiale, il torneo aveva il format di coppa.
|                   | Pos. | Squadra            | Pt | G | V | N | P | GF | GS | QR    |
| ----------------- | ---- | ------------------ | -- | - | - | - | - | -- | -- | ----- |
|                   | 1.   | Jugoslavija        | 6  | 3 | 3 | 0 | 0 | 9  | 6  | 1,500 |
|                   | 2.   | Građanski Zagabria | 4  | 3 | 2 | 0 | 1 | 10 | 3  | 3,333 |
|                   | 3.   | Bačka Subotica     | 2  | 2 | 1 | 0 | 1 | 3  | 2  | 1,500 |
|                   | 4.   | Slavija Osijek     | 0  | 1 | 0 | 0 | 1 | 2  | 3  | 0,666 |
|                   | 5.   | Hajduk Spalato     | 0  | 1 | 0 | 0 | 1 | 2  | 3  | 0,666 |
|                   | 6.   | Ilirija            | 0  | 1 | 0 | 0 | 1 | 0  | 3  | 0,000 |
|                   | 7.   | SAŠK               | 0  | 1 | 0 | 0 | 1 | 0  | 6  | 0,000 |
| Fonte: exyufudbal |      |                    |    |   |   |   |   |    |    |       |